# 이보미
이보미(1988년 8월 21일 ~ )는 대한민국의 골프 선수이다.

## 배우자
- 이완: (2019년 ~ )

## 수상
- 2007년 썬힐골프클럽 제니아투어 8차전 우승
- 2008년 그랜드 트레비스 KLPGA 드림투어 4차전 우승
- 2008년 그랜드 트레비스 KLPGA 드림투어 9차전 우승
- 2008년 한국여자프로골프대상 드림투어 상금왕
- 2009년 제23회 태영배 한국여자오픈골프선수권대회 3위
- 2009년 KLPGA 투어 넵스 마스터피스 우승
- 2010년 LET투어 ANZ 레이디스 마스터스 준우승
- 2010년 한국여자프로골프 김영주골프 우승
- 2010년 KLPGA 투어 대우증권 클래식 우승
- 2010년 제11회 하이트컵 챔피언십 준우승
- 2010년 KB국민은행 스타투어 우승
- 2010년 한국여자프로골프대상 KLPGA 최저타수상
- 2010년 한국여자프로골프대상 골프존 KLPGA 다승왕
- 2010년 한국여자프로골프대상 하이마트 J골프 KLPGA 상금왕
- 2010년 한국여자프로골프대상 하이마트 KLPGA 대상
- 2010년 제2회 동아스포츠대상 여자프로골프 올해의 선수상
- 2011년 KLPGA 투어 롯데마트 여자오픈 공동3위
- 2011년 볼빅 한국여자프로골프대상 최저타수상
- 2012년 JLPGA 요코하마 타이어 PRGR 레이디스 대회 우승
- 2012년 JLPGA 투어 미즈노클래식 준우승
- 2012년 JLPGA 이토엔 레이디스 대회 우승
- 2012년 JLPGA 투어 챔피언십 리코컵 우승
- 2013년 JLPGA 챔피언십 코니카 미놀타컵 우승
- 2013년 JLPGA 히사코 히구치 모리나가 제약 레이디스 우승
- 2014년 JLPGA 호켄 마도구치 레이디스 우승
- 2014년 JLPGA 센추리21 레이디스 골프 토너먼트 우승
- 2014년 JLPGA NEC 가루이자와 72 골프 토너먼트 우승